# William Molesworth
William Molesworth, 8:e baronet, född den 23 maj 1810 i London, död den 22 oktober 1855, var en engelsk politiker. 
Molesworth började 1832 sin offentliga verksamhet genom inträde i underhuset, blev där en av de mest framstående så kallade filosofiska radikalerna och uppsatte 1835 i denna grupps intresse tidskriften "London review", som dock snart sammanslogs med "Westminster review". 
Molesworth bekämpade deportationssystemet och stod vältaligt på koloniernas sida i fråga om ordnandet på självstyrelsens grund av deras ställning till moderlandet. År 1852 fick han plats i Aberdeens ministär som chef för skogsväsendet och allmänna arbeten ("first commissioner of works"). 
Några månader före sin död blev Molesworth (juli 1855) kolonialminister i Palmerstons ministär. Under några års avsaknad av mandat som parlamentsledamot (1841–1845) fullföljde Molesworth sin 1839 påbörjade, med stora kostnader förenade kritiska edition på latin och engelska av Thomas Hobbes skrifter, som åtföljdes av en av Molesworth författad levernesbeskrivning över den märklige filosofen.